# Беџи Каид Есебси
Беџи Каид Есебси (арап. الباجي قائد السبسي; Сиди Боу Саид, 29. новембар 1926 – 25. јул 2019 ) био је 6. председник Туниса, на функцији од 31. децембра 2014. до своје смрти 25. јула 2019. Претходно је био министар спољних послова од 1981. до 1986. и премијер владе Туниса од фебруара 2011. до децембра 2011. 
Есебсијева политичка каријера трајала је шест деценија и кулминирала је његовим вођством Туниса у транзицији ка демократији. Есебси је био оснивач политичке партије Нида Тоунес, која је победила на парламентарним изборима 2014. У децембру 2014, Есебси је победио на првим редовним председничким изборима после Туниске револуције, поставши први демократски изабран председник Туниса.

## Одрастање
Рођен је 1926. године, у Сиди Боу Саиду у породици пореклом са Сардиније (Италија). Био је праунук Исмаила Каида Есебсија, којег су на почетку деветнаестог века са Сардиније киднаповали барбарски гусари. Исмаил је након преласка на ислам одгајан у имућној породици да би потом био признат као слободан човек. Постао је вођа мамелука и важан члан владе.

## Политичка каријера
Беџи Каид Есебси је почео да се бави политиком 1941. године, када се придружио омладинској организацији Нео Дестоур у Хамам-Лифу.  Отишао је у Француску 1950. године да студира право у Паризу. По дипломирању, каријеру је започео као адвокат који је бранио активисте Нео-Дестоур-а.  Есебси се касније придружио лидеру Туниса Хабибу Бургиби и туниском покрету за независност од Француске.  Након стицања независности Туниса од Француске 1956. године Есебси постаје Бургибин саветник.
Есебси је као штићеник Бургибе обављао разне функције од 1957. до 1971., попут шефа регионалне администрације, генералног директора Националне безбедности (фр. Sûreté nationale), министра унутрашњих послова 1965., министра одбране 1969., а потом и амбасадора у Паризу. 
Од октобра 1971. до јануара 1972. залагао се за већу демократију у Тунису па је поднео оставку на све функције.
У априлу 1981. вратио се у владу под Мохамедом Мзалијем као министар спољних послова, и на тој функцији остао до септембра 1986.  Године 1987. променио је савезнике након што је Бен Али уклонио Бургибу са власти. Есебси је убрзо именован за амбасадора у Западној Немачкој. Од 1990. до 1991. године био је председник Представничког дома парламента Туниса.

### Привремени премијер 2011
Дана 27. фебруара 2011. године, након Туниске револуције која је збацила дугогодишњег лидера Бен Алија, премијер Туниса Мохамед Гануши је поднео оставку након сукоба у Тунису у којима је убијено пет демонстраната. Истог дана, вршилац дужности председника Фуад Мебаза именовао је Каида Есебсија за новог премијера, описујући га као „особу са беспрекорним политичким и приватним животом, познату по свом дубоком патриотизму, лојалности и самопожртвовању у служењу својој земљи." Углавном млади демонстранти наставили су да износе своје незадовољство на улице, критикујући једнострано именовање Есебсија без ширих консултација. Есесби је ипак описан као неко ко је „остао на дистанци од Бен Алија“, што је  „допринело његовом кредибилитету и прихватању“ у годинама након револуције 2011. и периоду после Бен Алија.
Након избора у октобру, Каид Есебси је напустио функцију 24. децембра 2011. године када је нови привремени председник Монсеф Марзуки именовао Хамадија Џебалија из исламистичке Енахде, која је постала највећа парламентарна коалиција.

### Избори 2014
Након одласка са функције, Каид Есебси је основао секуларну странку Нида Тоунес, која је освојила већину посланичких места на парламентарним изборима у октобру 2014. Био је кандидат ове странке на првим слободним председничким изборима у земљи, у новембру 2014. Дана 22. децембра 2014, званични резултати избора показали су да је Есебси победио актуелног председника Монсефа Марзукија у другом кругу гласања, добивши 55,68% гласова. Након затварања бирачких места, Есебси је на локалној телевизији рекао да је своју победу посветио "мученицима Туниса".

### Председник Туниса
Есебси је положио заклетву као председник 31. децембра 2014. у 88. години живота. Био је први слободно изабрани председник модерног Туниса. Он је одиграо виталну улогу у помагању да се, више од било које друге арапске државе, Тунис очува од покрета арапског пролећа, који је првобитно започео баш у Тунису. Он је приликом полагања заклетве обећао да ће "бити председник свих Тунижанки и Тунижана без разлике" и нагласио важност "консензуса међу свим партијама и друштвеним покретима".
Есебси је 3. августа 2016. именовао Јусефа Чахеда за премијера пошто је парламент повукао поверење влади Хабиба Есида.
Есебси је 2017. године позвао на измене закона о наслеђивању како би се обезбедила једнака права за мушкарце и жене, и залагао се да се жене из Туниса могу слободно да удају за немуслимане. Веровао је да овакве промене нису у директном сукобу са шеријатом нити са туниским уставом. Есебси је 13. августа 2018. обећао да ће парламенту поднети предлог закона да женама да једнака права на наследство, пошто је дебата о контроверзној теми наслеђа тада била актурелна широм муслиманског света. Године 2018. предложио је ревизију туниског изборног закона, за који је сматрао да садржи многе недостатке који су у супротности са принципима револуције из 2011. године.

## Болест и смрт
Есебси је 27. јуна 2019. хоспитализован у војној болници у Тунису због тешке болести. Следећег дана његово стање се стабилизовало. Поново је примљен у болницу 24. јула 2019. да би преминуо следећег дана, 25. јула 2019., пет месеци пре истека свог председничког мандата.  Поред Туниса, који је прогласио седмодневну жалост, још осам земаља објавило је периоде жалости од три дана након Есебсијеве смрти, а то су Либија, Алжир, Мауританија, Јордан, Палестина, Либан, Египат и Куба. Исто тако, Уједињене нације су одржале минут ћутања у знак поштовања.
Изборна комисија је накнадно саопштила да ће Есебсијев наследник бити изабран раније од првобитног датума 17. новембра због уставне одредбе да у случају смрти председника стални наследник мора бити на функцији у року од 90 дана. Тако је председник Скупштине народних посланика Мохамед Енасур постао вршилац дужности предсједника.
Државна сахрана председника Есебсија одржана је 27. јула у Палати Картагина и гробљу Џелаз у присуству многих достојанственика попут:
- Емануел Макрон (председник Француске)
- Фелипе VI (краљ Шпаније)
- Марсело Ребело де Соза (председник Португалије)
- Џорџ Вела (председник Малте)
- Алберт II (принц од Монака)
- Јоахим Гаук ( бивши председник Немачке)
- Симонета Сомаруга (бивша председница Швајцарске)
- Абделкадер Бенсалах (председник Алжира)
- Махмуд Абас (председник Палестине)
- Фајез ал-Сарај (председавајући председничког савета Либије)
- Тамим бин Хамад Ал Тани (емир Катара)
- Гасан Саламе (заменик Генералног секретара Уједињених нација)
- Ахмед Абул Гејт (Генерални секретар Арапске лиге)
- Таиб Бакуш (генерални секретар Уније арапског Магреба)
- Мулај Рашид (принц од Марока)
- Хамад бин Мохамед Ал Шарки (емир Фуџејре)
- Фуат Октај (потпредседник Турске)
- Стефан Дион (специјални изасланик премијера Канаде)
- Улрих Бребул (саветник Стејт департмента Сједињених Држава).[37]

Од Палате Картагина одржана је процесија до гробља Џелаз, где је председник Есебси сахрањен. Абдулах II (јордански краљ) је дошао у Тунис 29. јула да изрази саучешће в.д. председника Туниса Мохамеду Енасеру и породици преминулог председника Беџија Каида Есебсија.

## Лични живот
Беџи Каид Есебси се оженио Хадилом Саидом Фархат 8. фебруара 1958. Пар је имао четворо деце: две ћерке, Амел и Салву, и два сина, Мохамеда Хафеда и Келила.
Његова супруга умрла је 15. септембра 2019. године, у доби од 83 године, два месеца након свог супруга.

## Међународна одликовања
- Медаља части Републике Алжира (3. јануар 2013.)[41]
- Огрлица Ордена шеика Исе бин Салмана Ал Калифе (Бахреин; 27. јануар 2016)[42]
- Велики кордон Врховног ренесансног реда (Јордан; 20. октобар 2015)[43]
- Огрлица Ордена краља Абдулазиза (Краљевина Саудијска Арабија; 29. март 2019)[44]
- Витешки Велики крст са огрлицом Ордена за заслуге Републике Италије (8. јануар 2017.)[45]
- Почасни пратиоци са огрлицом националног ордена за заслуге (Малта; 5. фебруар 2019.)[46]
- Велика огрлица државе Палестине (6. јул 2017.)[47]
- Орден Републике Србије II степена (2016)[48]
- Велики крст Ордена за грађанске заслуге (Шпанија; 28. октобар 1969)[49]
- Витез Ордена Серафима (Шведска; 4. новембар 2015)[50]
- Огрлица Ордена Државе Републике Турске (27. децембар 2017.)[51]